# Poblicia pallidoconspersa
Poblicia pallidoconspersa är en insektsart som beskrevs av William Lucas Distant 1905. Poblicia pallidoconspersa ingår i släktet Poblicia och familjen lyktstritar. Inga underarter finns listade i Catalogue of Life.